# Segude
Segude es una freguesia portuguesa del concelho de Monção, en el distrito de Viana do Castelo, con 2,56 km² de superficie y 356 habitantes (2011). Su densidad de población es de 139,1 hab/km².
Localizada en las estribaciones inferiores de la sierra de Peneda y atravesada por el río Mouro, a solo 5 km al sur de la orilla izquierda del Miño y a 15 de la cabecera del municipio, la freguesia de Segude, cuya existencia se documenta ya en las Inquirições de 1258, perteneció al antiguo concelho de Valadares hasta la supresión de este en 1855.
En el patrimonio histórico-artístico de la freguesia cabe mencionar la iglesia parroquial, de construcción románica, y la capilla de Santo Amaro, en el lugar de Paradela, con un imponente escudo de armas en su fachada.

## Galería

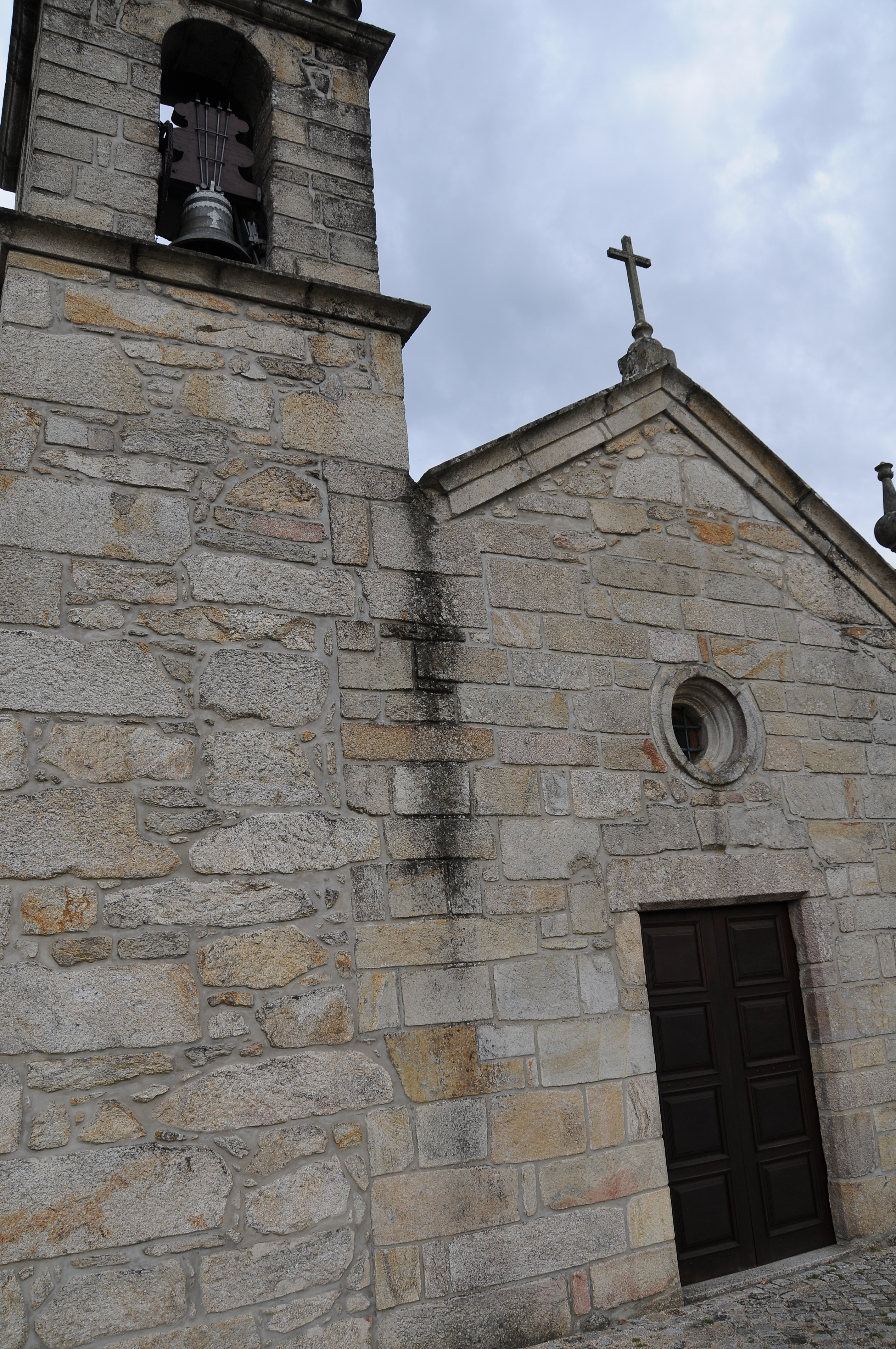
Iglesia de Segude